# 57-я отдельная гвардейская мотострелковая бригада
57-я отдельная гвардейская мотострелковая Красноградская Краснознамённая, ордена Суворова бригада (сокр. 57 омсбр, в/ч 46102) — тактическое соединение Сухопутных войск Российской Федерации. 
Формирование входит в состав 5-й гвардейской общевойсковой армии Восточного военного округа. Пункт постоянной дислокации — г. Бикин Хабаровского края.

## История
Предшественником формирования является сформированная по приказу Ставки Верховного Главнокомандования 4 марта 1942 года на Дальнем Востоке 422-я стрелковая дивизия 2-го формирования. Формирование соединения проходило в Бикине. Боевое крещение дивизия приняла в Сталинградской битве, принимая участие в боевых операциях по прикрытию железной дороги ведущей в Сталинград.
За боевые заслуги в Сталинградской битве 422-я стрелковая дивизия награждена орденом Красного Знамени и званием гвардейской. 1 марта 1943 года дивизия была переименована в 81-ю гвардейскую стрелковую дивизию. Почётное наименование «Красноградская» дивизия получила за освобождение г. Красноград Харьковской области. Дивизия принимала участие в Курской битве, форсировании Днепра. Дальнейший воинский путь пролегал по Румынии, Венгрии и Австрии.
С 1957 года — 81-я гвардейская мотострелковая дивизия (81 гв. мсд).
В 2009 году соединение переформировано в бригаду. Полное наименование — 57-я отдельная гвардейская мотострелковая  Красноградская Краснознамённая, ордена Суворова бригада (57-я гв. омсбр).
С 2022 года бригада принимает участие во вторжении России на Украину.

## Состав
- управление;
- 1-й мотострелковый батальон;
- 2-й мотострелковый батальон;
- 3-й мотострелковый батальон;
- танковый батальон;
- 1-й гаубичный самоходно-артиллерийский дивизион;
- 2-й гаубичный самоходно-артиллерийский дивизион;
- реактивный артиллерийский дивизион;
- батарея противотанковых управляемых ракет;
- зенитный ракетный дивизион;
- зенитный дивизион;
- разведывательный батальон;
- инженерно-сапёрный батальон;
- батальон управления (связи);
- ремонтная рота;
- батальон материального обеспечения;
- стрелковая рота (снайперов);
- рота РХБЗ;
- рота РЭБ;
- комендантская рота;
- медицинская рота;
- батарея управления и артиллерийской разведки (начальника артиллерии);
- взвод управления и радиолокационной разведки (начальника пво);
- взвод инструкторов;
- взвод тренажёров;
- полигон;
- оркестр[4].